# Аккордеонист (Пикассо)
«Аккордеонист» (фр. L'Accordéoniste) — картина испанского и французского художника Пабло Пикассо. Относится к кубизму. Выполнена маслом на холсте летом 1911 года. Находится в Музее Соломона Гуггенхейма в Нью-Йорке. Размер — 130,2 × 89,5 см.

## История
Летом 1911 года Пикассо и его друг художник Жорж Брак жили и работали в небольшом городке Сере́, что на юге Франции. Они экспериментировали, создавая картины, авторство которых порой трудно было определить. Художники были основоположниками кубизма и довели его почти до полной абстракции. Это было принципиально новое искусство, изобретаемое Пикассо и Жоржем Браком в период с 1907 по 1914 год. Один из владельцев картины «Аккордеонист» был так озадачен этим произведением, что принял его за пейзаж из-за надписи на оборотной стороне «Céret». 
В 1937 году картина стала частью учредительной коллекции Музея Соломона Гуггенхейма. Владельцем коллекции был Соломон Гуггенхейм.

## Описание
На картине, написанной в серо-охристой гамме в стиле аналитического кубизма, не без труда можно увидеть общие контуры сидящего аккордеониста, обозначенные множеством смещённых и вертикально выстроенных треугольных плоскостей, полукруглых форм и прямоугольников. В центре картины изображён аккордеон. Можно разглядеть его мех и клавиши, а также левую руку музыканта. В нижней части холста выписаны завитки кресла. И хотя неуловимые формы и объекты на картине не всегда могут быть точно определены, улыбающееся лицо аккордеониста, обращённое к зрителю, стало заметной деталью. Внизу полотна, слева есть подпись художника — «Picasso».